# طيران هونغ كونغ
شركة طيران هونغ كونغ المحدودة، واختصارها AHK (بالإنكليزية Air Hongkong وبالصينية: 香港航空有限公司) هي شركة طيران لنقل البضائع بالكامل يقع مقرها في تشيك لاب كوك بهونغ كونغ، ومركزها الرئيسي في مطار هونغ كونغ الدولي. تدير شركة الطيران شبكة شحن سريع إلى 12 وجهة في تسع دول، وهي: الصين واليابان وماليزيا والفلبين وتايوان وسنغافورة وكوريا الجنوبية وتايلاند وفيتنام. كما أن للشركة أسطول من طائرات إيرباص A300 -600F جنرال فريتير، والتي كانت شركة الطيران المستخدم الأول لهذا النوع الجديد. يقع مكتبها الرئيسي في الطابق الرابع من البرج الجنوبي لمدينة كاثي باسيفيك.
تأسست شركة طيران هونغ كونغ في نوفمبر عام 1986 بشراكة ثلاثة رجال أعمال محليين، وبدأت خدماتها بطائرة شحن بوينج 707-320C في 4 فبراير عام 1988. وفي يونيو 1994، استحوذت شركة كاثي باسيفيك وهي أكبر شركة طيران في هونج كونج على 75% من قيمة أسهم شركة الطيران، كما استحوذت على نسبة 25% المتبقية في فبراير 2002. وفي أكتوبر من العام نفسه، دخلت كاثي باسيفيك في مشروع مشترك مع دي اتش ال اكسبرس (DHL)، والذي شهد في النهاية حصول دي ال اتش على حصة 40% في شركة طيران الشحن، في حين احتفظت كاثي باسيفيك بنسبة 60% الأخرى.
في 7 يوليو 2017، أعلنت كاثي باسيفيك أنها ستستحوذ على حصة دي اتش ال في شركة الطيران.

## تاريخ

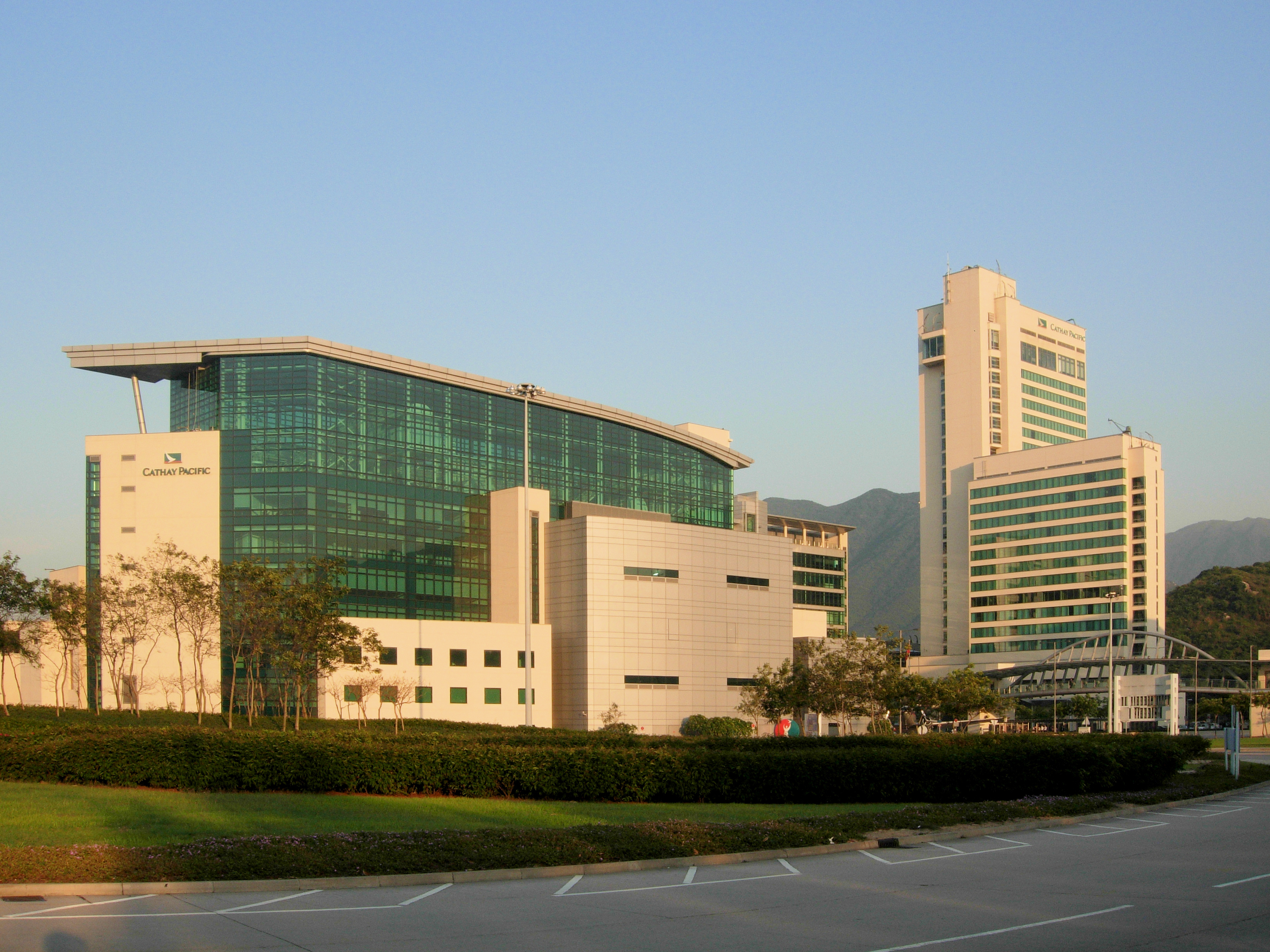
يقع المكتب الرئيسي لشركة Air Hong Kong داخل مجمع كاثي باسيفيك سيتي

شعار طيران هونغ كونغ القديم

تأسست شركة طيران هونج كونج في نوفمبر 1986 بشراكة رجال أعمال محليين من مطار ستانستيد بلندن، من بينهم روجر وولمان. اذ تعاضد روجر مع توماس سانج من هونج كونج للمساعدة في تمويل الأعمال. وبدأت شركة الطيران خدماتها بطائرة شحن من طراز بوينج 707-320C في 4 فبراير 1988، إلى بومباي (المعروفة الآن باسم مومباي) وكذلك بريطانيا وكاتماندو، كما استهلت الخدمات المجدولة في 18 أكتوبر 1989. وبحلول أوائل عام 1990 كانت شركة الطيران تملك طائرتا بوينج 707-320C وشرعت بتفعيل خدمة شحن مجدولة إلى مانشستر مع حقوق المرور إلى أوكلاند وبروكسل وفوكوكا وغوام بالإضافة إلى ملبورن وناغويا وأوساكا وبيرث وبوسان وسنغافورة وسيدني وفيينا وزيورخ. وقدمت خدمة شحن مجدولة إلى ناغويا وتم إعطاء حقوق مرور جديدة إلى هانوي ومدينة هوشي منه بحلول أبريل 1991. وفي مارس 1992، تم منح شركة طيران هونج كونج حقوق مرور إضافية إلى كيرنز وداروين ودكا ودبي وكاتماندو وكوالالمبور وتاونسفيل. وفي مارس 1993، عملت شركة الطيران بتشغيل خدمات الشحن المجدولة إلى بروكسل ودبي ومدينة هوشي منه ومانشستر وناغويا وسنغافورة وذلك بأسطول مكون من طائرتي بوينج 747-100 SF وواحدة من طراز بوينج 707-320C.
دخلت شركة تأجير الطائرات Polaris في اتفاقية عام 1993 وهي شركة تابعة لشركة جنرال إلكتريك كابيتال وذلك لتعليق مدفوعات الإيجار لثلاث طائرات من طراز بوينج 747-100SFs مقابل خيار شراء ما يصل إلى 49 في المائة من شركة الطيران في يناير 1995. ومع ذلك، تمكنت كاثي باسيفيك من الاستحواذ على 75% من أسهم شركة الطيران مقابل 200 مليون دولار هونج كونج في يونيو 1994 وتم إلغاء الخيار. واضطرت شركة الطيران إلى إنهاء عقد الإيجار لطائرة بوينج 707-320C وواحدة من بوينج 747-100SF في نوفمبر 1994 ويناير 1995على التوالي؛ اثر مواجهة مطالب ضعيفة وخسائر مالية فادحة، مع ابقاء طائرتين وحسب من طراز بوينج 747-100SF. وبحلول عام 2000 كان لدى الشركة أسطول من ثلاث طائرات بوينج 747-200 إف مع خدمات شحن مجدولة إلى بروكسل ودبي ومانشستر وأوساكا.
واستحوذت الشركة الأم (كاثي باسيفيك) على نسبة 25 في المائة المتبقية من أسهم شركة الطيران في فبراير 2002؛ وبهذا أصبحت شركة تابعة مملوكة بالكامل. وتبع ذلك إعادة هيكلة تشغيلية في 1 يوليو، حيث أوقفت شركة طيران هونج كونج خدماتها إلى كل من بروكسل ودبي ومانشستر لصب تركيزها على الخدمات في آسيا. وفي أكتوبر 2002 دخلت كاثي باسيفيك في اتفاقية مشروع مشترك مع شركة دي اتش ال اكسبرس (DHL) بعرض لبيع حصة 30 بالمائة في شركة الشحن الجوي مقابل أموال لشراء طائرات شحن متوسطة الحجم بغية تشغيل شبكة DHL في منطقة آسيا والمحيط الهادئ من هونج كونج. وقد خصصت شركة الطيران 300 مليون دولار لشراء خمس سفن شحن بحلول عام 2004، بالإضافة إلى 100 مليون دولار أخرى لاجل ثلاث سفن شحن أخرى على الأقل بحلول عام 2010. باعت شركة كاثي باسيفيك حصة 10% أخرى إلى DHL وذلك في مارس 2003 واحتفظت بـ 60% من قيمة شركة الطيران.
كانت شركة خطوط هونغ كونغ العميل الأول لطائرة إيرباص إيه 300 -600 اف جينيرال فرايتر، وهي نسخة جديدة من إيرباص إيه 300 -600 اف. يحتوي هذا الشكل الجديد على نظام تحميل البضائع يمكنه التعامل مع كل نوع من الحاويات والمنصات تقريبًا، بالإضافة إلى باب جانبي في الجزء الخلفي من السطح السفلي قادر على التعامل مع ال المواد الكبيرة من الشحن العام. واستلمت شركة الطيران هذه الطائرة الجديدة لأول مرة في سبتمبر 2004، وتسليم الطائرة الثامنة والأخيرة في 22 يونيو 2006. تم تشغيل ناقلات الشحن الجديدة بواسطة محركين من جنرال إلكتريك (GE) CF6-80C2 ووقعوا برنامج تكلفة الصيانة لكل ساعة (MCPH) لمدة 14 عامًا مع GE في 25 يناير 2005.
حصلت شركة طيران هونغ كونغ على جائزة التميز التشغيلي في نوفمبر2007، وذلك من قبل الشركة المصنعة للطائرات إيرباص إثر تحقيقها أفضل أداء عام في استخدام الطائرات والموثوقية التشغيلية ومتوسط وقت التأخير.

## وجهات

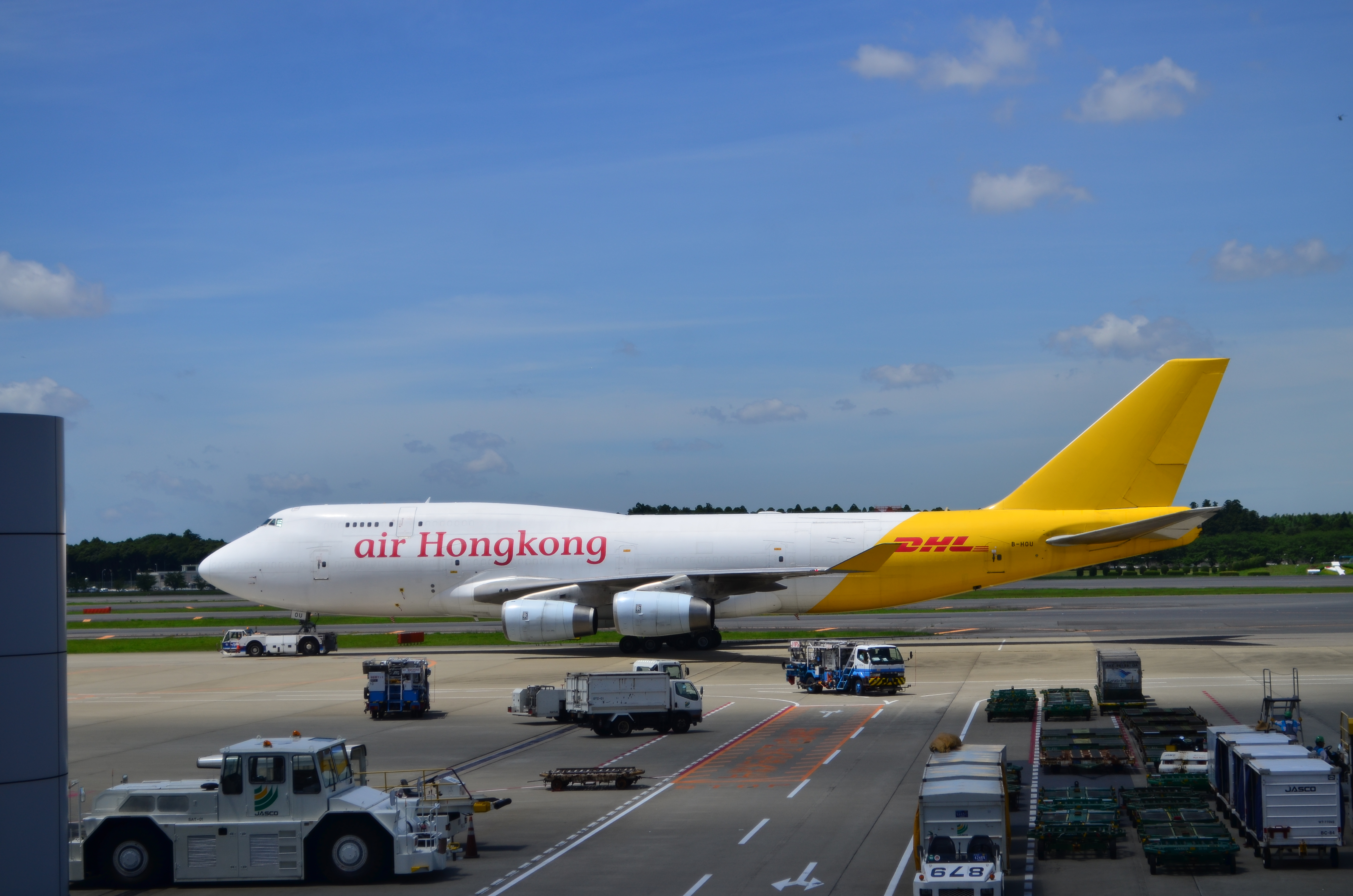
هبوط طائرة تابعة لشركة طيران هونج كونج في مطار ناريتا الدولي.

تعمل شركة طيران هونج كونج على تشغيل رحلات شحن إلى الوجهات التالية اعتبارًا من 31 أكتوبر 2021 :
| دولة           | مدينة             | مطار                      | ملاحظات        | الحكام |
| -------------- | ----------------- | ------------------------- | -------------- | ------ |
| الصين          | بكين              | مطار العاصمة بكين الدولي  |                |        |
| الصين          | شنغهاي            | مطار شنغهاي بودونغ الدولي |                |        |
| هونج كونج      | هونج كونج         | مطار هونج كونج الدولي     | محور خطوط جوية |        |
| اليابان        | ناغويا            | مطار تشوبو سنترير الدولي  |                |        |
| اليابان        | أوساكا            | مطار كانساي الدولي        |                |        |
| اليابان        | طوكيو             | مطار ناريتا الدولي        |                |        |
| ماليزيا        | بينانج            | مطار بينانج الدولي        |                |        |
| فيلبيني        | مانيلا            | مطار نينوي أكينو الدولي   |                |        |
| سنغافورة       | سنغافورة          | مطار شانغي                |                |        |
| كوريا الجنوبية | سيول              | مطار إنتشون الدولي        |                |        |
| تايوان         | تايبيه            | مطار تاويوان الدولي       |                |        |
| تايلاند        | بانكوك            | مطار سوفارنابهومي         |                |        |
| فيتنام         | مدينة هو تشي مينه | مطار تان سون نهات الدولي  |                |        |

## اسطول

### الاسطول الحالي

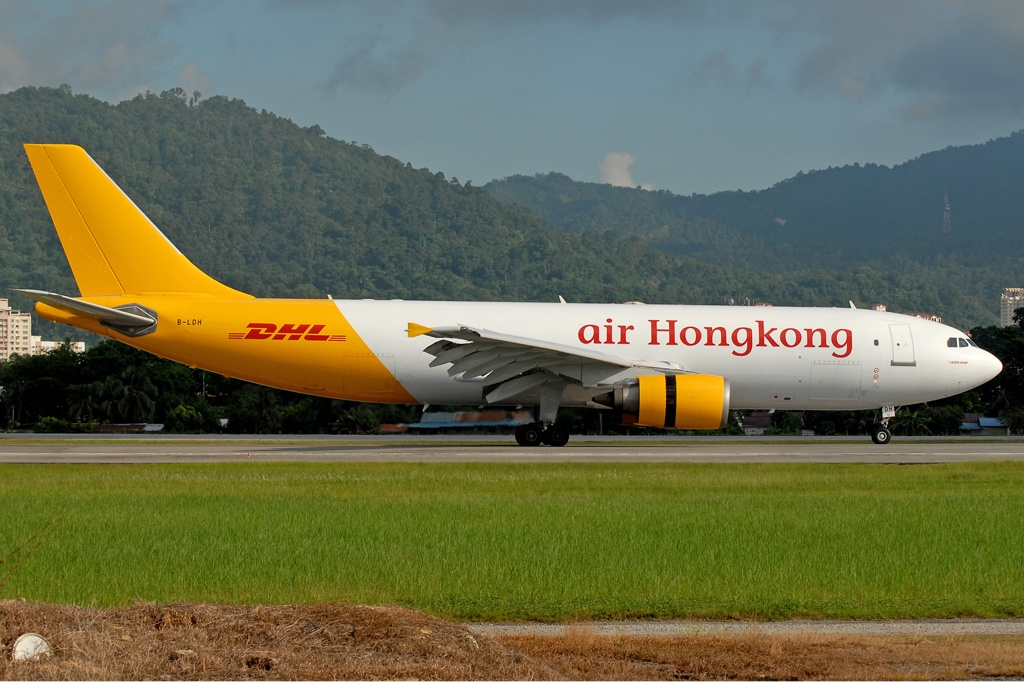
طيران هونج كونج ايرباص ايه 300 - اف 600 جنرال فريت (B-LDH)

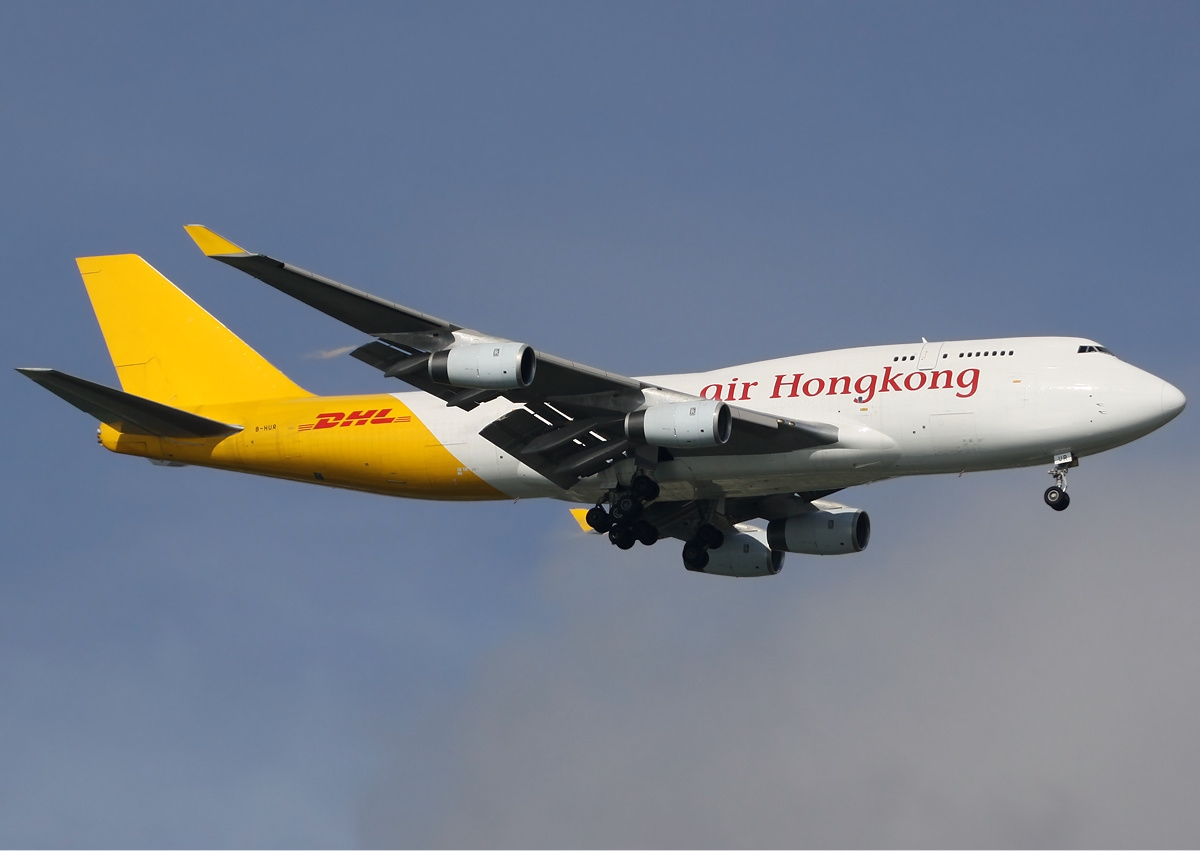
طائرة بوينج 747-400F متوقفة حاليًا من شركة طيران هونج كونج.

يتألف أسطول طيران هونغ كونغ من مجموعة الطائرات التالية (اعتبارًا من يناير 2021):
| الطائرات              | في الخدمة | الطلب #٪ s | ملاحظات                 |
| --------------------- | --------- | ---------- | ----------------------- |
| ايرباص A300-600F      | 8         | —          | تعمل لصالح DHL Aviation |
| ايرباص A300-600RF     | 1         | —          | تعمل لصالح DHL Aviation |
| ايرباص A330-200F      | 2         | —          | تعمل لصالح DHL Aviation |
| إيرباص A330-300 / P2F | 3         | —          | تعمل لصالح DHL Aviation |
| المجموع               | 14        | —          |                         |

في عام 2020، نقلت شركة طيران هونغ كونغ طائرة ثانية من طراز اي330 اف إلى شهادة المشغل الجوي الخاصة بها. في حين أن الأولى كانت طائرة اي330-322 اف محولة للشحن، فإن الأحدث هو إنتاج أي 330-243اف. تشغل خطوط أي إس إل فرنسا الجوية ASL حاليًا طائرة أي 330-322 اف محولة لشركة طيران هونغ كونغ، بينما تحول طائرة أخرى من طراز ايه 330-343 اف في EFW في دريسدن. لم يعرف متى سيتم إدخال الطائرة الرابعة في الشبكة أو متى سيتم نقل الطائرة الحالية (التي تديرها خطوط أي اس ال الجوية) بموجب شهادة المشغل الجوي التابعة لشركة طيران هونج كونج، فالبرنامج حاليا متأخر عن موعده.
كانت خطوط الطيران العميل الأول لطائرة إيرباص اي300 -600F جنرال فرايتر، والتي تعد الشكل الجديد لطائرة إيرباص A300-600F.

### الأسطول السابق
| الطائرات | المجموع | أدخلت | متقاعد | ملاحظات |
| --- | ------- | ----- | ------ | ------- |
| بوينج 707-320 سي\|style="background: #EEE; font-size: smaller; vertical-align: middle; text-align: center; " class="unknown table-unknown"\|غير معروف | 1988    | 1998  |        |         |
| بوينج 727-200F \|style="background: #EEE; font-size: smaller; vertical-align: middle; text-align: center; " class="unknown table-unknown"\|غير معروف \|style="background: #EEE; font-size: smaller; vertical-align: middle; text-align: center; " class="unknown table-unknown"\|غير معروف \|style="background: #EEE; font-size: smaller; vertical-align: middle; text-align: center; " class="unknown table-unknown"\|غير معروف |         |       |        |         |
| بوينج 747-100SF | 4       | 1991  | 1996   |         |
| بوينج 747-200F | 1       | 1994  | 1996   |         |
| بوينج 747-200SF | 3       | 1997  | 2004   |         |
| بوينج 747-400BCF | 4       | 2011  | 2018   |         |

## روابط خارجية
- الموقع الرسمي
- كاثي باسيفيك
- دي إتش إل إكسبرس